# Narayana Tirtha
Sri Naraiana Tirtha (c. 1650-1745 d. C.) fue un compositor de la música carnática.
- నారాయణ తీర్థులు en idioma telugú.

## Vida
Narayana nació en el sur de la India, en la región que actualmente es Andhra Pradesh. Vivió en Kaya cerca de Mangala Guiri, en el distrito de Guntur. Pertenecía a la familia Tallavajhula. Finalmente su familia se mudó a Thanjavur (en el estado de Tamil Nadú).
Aunque existe disenso en cuanto a la época exacta en que vivió, la tradición lo ubica entre 1610 y 1745. Una investigación detallada realizada con la ayuda de los archivos de la Biblioteca Saraswati Mahal, lo ha ubicado hacia 1650-1745.
Llegó a dominar la música a una edad muy temprana y estudió el Bhágavata-purana (un texto religioso del sur de la India, del siglo X) y otros trabajos en sánscrito. Renunció a su familia a una edad muy temprana y tuvo una vida de devoción religiosa. Fue a Varanasi (Benarés) para difundir sus doctrinas.
Tirtha poseía una sólida educación musical y conocimientos de natia-sastra (danza), y conocía el sánscrito a la perfección. Utilizó al menos 34 ragas populares. Utilizó varios tipos de talam (ritmos tradicionales indios):
- triputa,
- adi,
- rupaka,
- chapu,
- yampa,
- matia,
- vilamba,
- eka y
- ata.

Muchas de las canciones están correctamente estructuradas para uso directo como nritia o natia padams. Cuidadosamente evitó los usos complejos y utilizó expresiones fáciles. Sus gadiams y padiams son de una belleza exquisita. Utilizó 17 chandas o métricas diferentes tales como
- anushtup
- aria
- indravashra
- bhushanga-prayadam
- sardula-vikriditam
- vasanta-tilaka y
- prituí.

Escribió 15 libros ―algunos de ellos están disponibles en la Universidad Hindú de Benarés y en el Saraswathi Mahal (en Tanjore)―. Se le reconocen dos óperas de su autoría, el Pariyatha-apajaranam y el Jari-bhakti-sundar-navam.

## Sri Krishna Lila Taranguini
Narayana Tirtha fue el autor de una ópera en sánscrito llamada Sri-Krisná-lila-taranguini sobre la vida del dios hindú Krishna. La ópera trata sobre la historia del dios Krisná comenzando con su nacimiento, travesuras en la niñez y terminando con su matrimonio con Rukmini. Narayan Tirtha utiliza varias formas literarias y musicales, como canciones, pasajes de prosa, slokas (alabanzas en verso), dwipadis (coplas), etc. Las canciones son popularmente llamadas "Tarangas" que significa ondas. Las letras son sencillas pero hermosas y eficaces. Se dice que se inspiró en el Astapadis de Yaiadeva Gosuami.
La leyenda dice que la inspiración para componer esta obra le vino cuando él estaba a las orillas del Nadu Cauvery. Estaba sufriendo un gran dolor de estómago y oró para tener la fuerza para regresar a Tirupati, donde todo comenzó. Una voz divina le pidió que siguiera un jabalí (varaha) para cualquier lado que lo guiara. El jabalí lo llevó a Bhupatirajapuram, sitio que posteriormente se denominó Varahur. Las personas del pueblo sabían que un se avecinaba maha-purusha. Con su ayuda, él levantó el templo para Sri Lakshmi Narayana y el Señor Venkateswara y se instaló a orillas del río Kudamurutty, el nombre con el que designaba al río Cauvery en este lugar.
Taranguini es una ópera muy adecuada para el baile de drama y ha sido muy bien utilizada por las danzas clásicas de la India dutante los últimos dos siglos. Taranguini consiste de 12 tarangams y contiene 153 canciones, 302 slokams y 31 churnikas.

## Otros trabajos
- Subhodiní (en sánscrito): tratado sobre el comentario de Sankara Acharia al Brahma-sutra
- Vivarana-dípika (en telegú): tratado sobre el Panchi-karana-vartika de Suresuara Acharia.
- Pariyata-apajaranam (en telegú), el muy conocido Iaksha-ganam
- Jari-bhakti-sudharnavam, y
- Chaandilia-bhakti-sutra-viakianam.

## Composiciones populares
Algunas de las composiciones populares de Naraiana:
- Yaia yaia swami
- Yaia yaia rama natha
- Saranam bhava
- Naraianaia
- Mangalalaia
- Yaia yaia durge
- Madhava madhava
- Eji mudam deji
- Eji mudam mama
- Krishnam kalaia
- Kalaia iashode
- Damodara tavaka
- Govinda ghataia
- Alokaye
- Pasiata pasiata
- Yaia yaia Gokula
- Deva deva prasida
- Nila megha sarira
- Paji paji yagan
- Deva kuru siksham
- Sri Gopalaka
- Aiaji Vraya
- Góvardhana
- Nanda Nandana
- Parama púrusha
- Poraia mama kamam
- Vada kim karavani
- Mádhava mamava
- Govinda mija
- Kathaia kathaia
- Bhavaie
- Viyaia gopala
- Paji paji mam
- Vedadri
- Vikshe kada
- Re re manasa
- Gopala meva
- Kalianam bhavatu
- Yaia yaia Bala Gopala
- Alokaie
- Rukmini kalianam
- Yaia mangalam
- Kshemam kuru Gopala

## Aradhana
Sri Naraiana Tirtha Trust de Kaja, en el lugar de nacimiento del Santo Narayana Tirtha celebrado en su aradhana número 264. Como parte de las celebraciones se hizo gurú puya, cultos por la mañana, cantos sahasranama, cantos védicos y canciones tarangam. Las tropas de Bhajan de varias partes del Estado presentaron tarangams con devoción.
Los devotos de Thirupunthuruti habían estado organizando festivales musicales en el santuario Samadhi por más de 300 años, en Tirupunthuruti en el día Masi Sukla Ashtami.
En 1965 se formó un comité regular de aradhana. Anualmente organizan programas consistiendo en conciertos de música, clases magistrales, bhajans, discursos musicales y unchavriti.
El Thirupunthuruti Sri Narayana Tirtha Swamigal Trust fue establecido en Chennai en 1986. La función inaugural se celebró en el Krishna Gana Sabha, con un recital memorable por M. S. Subbulakshmi, K. J. Yesudas que produjeron una serie de trece capítulos sobre Sri Narayana Tirtha para Chennai Durdarshan. El logro más significativo de Trust es la construcción del "Nama Sankirtana Mani Mandapam" cerca del templo Yiva Samadhi.

## Muerte
Narayana Tirtha murió en 1745 en un pueblo cercano llamado Tirupunthuruti bajo un enorme árbol de mangos, a orillas del río Kudamurutti, en el día de masi sukla ashtami, guruvaram, kritika nakshatram. Se dice que aún en vida se encontraba en samadhi (estado de trance religioso).